# Sigismund von Dallwitz (Politiker, 1803)
Johann Sigismund Adolf von Dallwitz (* 24. April 1803 in Fraustadt (Posen); † 19. April 1882 in Nieder-Hertwigswaldau bei Jauer (Schlesien)), Herr auf Siegersdorf, Tschirne, Uhyst und Lippen, war ein deutscher Jurist und Politiker, Mitglied der Frankfurter Nationalversammlung.

## Leben

### Herkunft
Sigismund von Dallwitz entstammte dem Dallwitzschen Zweig des uradeligen Geschlechts Scof. Er war ein Großonkel des gleichnamigen Sigismund von Dallwitz, der unter anderem Mitglied des Reichstages war.

### Studium und Berufsweg
Sigismund von Dallwitz studierte Rechtswissenschaften in Halle und Berlin. 1822 schloss er sich der Alten Halleschen Burschenschaft an. Von 1831 bis 1832 war er Landgerichtsassessor in Bromberg, 1832 bis 1838 Oberlandesgerichtsassessor, zunächst in Breslau, ab 1835 in Lauban, von 1838 bis 1839 Land- und Stadtgerichtsdirektor sowie Kreisjustizrat in Lauban. 1840 wurde er zum Oberlandesgerichtsrat in Bromberg ernannt. 

### Frankfurter Nationalversammlung
Vor dem Antritt als Abgeordneter der Nationalversammlung schied er aus dem Staatsdienst aus. In der Frankfurter Nationalversammlung gehörte er der konservativ-liberalen Casino-Fraktion an, mit der er sich für eine konstitutionelle Monarchie und einen deutschen Nationalstaat einsetzte.